# Windurojo
Windurojo is een bestuurslaag in het regentschap Pekalongan van de provincie Midden-Java, Indonesië. Windurojo telt 4357 inwoners (volkstelling 2010).